# Фінал Ліги чемпіонів УЄФА 2008
Фінал Ліги чемпіонів УЄФА 2008 (англ. 2008 UEFA Champions League Final) пройшов у середу, 21 травня 2008 на арені «Лужники» (Москва, Росія), щоб визначити переможця Ліги чемпіонів УЄФА сезону 2007/08. У фіналі зустрілися «Манчестер Юнайтед» і «Челсі», завдяки чому він став першим англійським фіналом в історії турніру та третім фіналом (після іспанського фіналу 2000 та італійського фіналу 2003), в якому брали участь дві команди з однієї і тієї ж країни. 
Це був перший фінальний матч Ліги чемпіонів, проведений в Росії. Крім того, цей фінал став найбільш східним в історії турніру. Для проведення цього матчу уряд Російської Федерації пішов на безпрецедентні заходи: англійським уболівальникам команд-фіналістів протягом трьох днів до і після матчу був дозволений в'їзд до Росії без візи, лише за пред'явленням паспорта та оригіналу квитка на матч. 
Перемогу в матчі в серії післяматчевих пенальті здобув «Манчестер Юнайтед», який завоював свій третій Кубок європейських чемпіонів. Для переможеного «Челсі» матч став першим фіналом Ліги чемпіонів в історії клубу.

## Протокол матчу
| 21 травня 2008 року 22:45 UTC+4 |

| Манчестер Юнайтед | 1:1 (д.в.) | Челсі       |
| ----------------- | ---------- | ----------- |
| Роналду 26'       | (протокол) | Лемпард 45' |

| Лужники, Москва Глядачів: 67 300 Арбітр: Любош Міхел |

|                                                               |       | Пенальті                                                       |  |
| Тевес · Каррік · Роналду · Гаргрівз · Нані · Андерсон · Гіггз | 6 – 5 | Баллак · Беллетті · Лемпард · Е. Коул · Террі · Калу · Анелька |  |

| Манчестер Юнайтед | Челсі |

| ВР             | 1  | Едвін ван дер Сар |      |        |
| ЗХ             | 6  | Уес Браун 120+5'  |      |        |
| ЗХ             | 5  | Ріо Фердінанд ()  | 43'  |        |
| ЗХ             | 15 | Неманья Видич     | 111' |        |
| ЗХ             | 3  | Патріс Евра       |      |        |
| ПЗ             | 4  | Овен Гаргрівз     |      |        |
| ПЗ             | 18 | Пол Скоулз        | 21'  | 87'    |
| ПЗ             | 16 | Майкл Каррік      |      |        |
| ПЗ             | 7  | Кріштіану Роналду |      |        |
| НП             | 10 | Вейн Руні         |      | 101'   |
| НП             | 32 | Карлос Тевес      | 116' |        |
| Заміни:        |    |                   |      |        |
| ВР             | 29 | Томаш Кущак       |      |        |
| ЗХ             | 22 | Джон О'Ші         |      |        |
| ЗХ             | 27 | Мікаель Сільвестр |      |        |
| ПЗ             | 8  | Андерсон          |      | 120+5' |
| ПЗ             | 11 | Райан Гіггз       |      | 87'    |
| ПЗ             | 17 | Нані              |      | 101'   |
| ПЗ             | 24 | Даррен Флетчер    |      |        |
| Тренер:        |    |                   |      |        |
| Алекс Фергюсон |    |                   |      |        |

|             |    |                  |       |        |
|             |    |                  |       |        |
| ВР          | 1  | Петр Чех         |       |        |
| ЗХ          | 5  | Майкл Есьєн      | 118'  |        |
| ЗХ          | 6  | Рікарду Карвалью | 45+2' |        |
| ЗХ          | 26 | Джон Террі ()    |       |        |
| ЗХ          | 3  | Ешлі Коул        |       |        |
| ПЗ          | 4  | Клод Макелеле    | 21'   | 120+4' |
| ПЗ          | 13 | Міхаель Баллак   | 116'  |        |
| ПЗ          | 8  | Френк Лемпард    |       |        |
| ПЗ          | 10 | Джо Коул         |       | 99'    |
| НП          | 15 | Флоран Малуда    |       | 92'    |
| НП          | 11 | Дідьє Дрогба     | 116'  |        |
| Запасні:    |    |                  |       |        |
| ВР          | 23 | Карло Кудічіні   |       |        |
| ЗХ          | 33 | Алекс            |       |        |
| ЗХ          | 35 | Жуліану Белетті  |       | 120+4' |
| ПЗ          | 12 | Джон Обі Мікел   |       |        |
| НП          | 7  | Андрій Шевченко  |       |        |
| НП          | 21 | Саломон Калу     |       | 92'    |
| НП          | 39 | Ніколя Анелька   |       | 99'    |
| Тренер:     |    |                  |       |        |
| Аврам Грант |    |                  |       |        |

| Гравець матчу за версією УЄФА: Едвін ван дер Сар (Манчестер Юнайтед) Гравець матчу за версією вболівальників: Кріштіану Роналду (Манчестер Юнайтед) Арбітри: Роман Слисько Мартін Балко Четвертий арбітр: Владімір Грінак |